# Ginnungagap
Ginnungagap était le nom donné à un vaste gouffre dans la mythologie nordique. Cet abîme si profond que son fond était inconcevable, séparait les mondes Niflheim et Muspellheim, respectivement les royaumes du froid et du feu, avant la création du monde. Le poème Völuspá de l'Edda poétique est la principale attestation du Ginnungagap et du récit originel de la mythologie nordique. La température à l'intérieur du Ginnungagap était si basse qu'elle aurait gelé un homme instantanément en bloc de glace. De plus, onze rivières connues sous le nom collectif d'Élivágar coulaient à partir d'une source nommée Hvergelmir située dans le Niflheim et se déversaient dans le Ginnungagap où leurs eaux se gelaient en gigantesques blocs de glace.

## Récit originel de la mythologie nordique
Surt, un géant de feu, était le gardien de Muspellheim et le seul être vivant à exister. Pour se désennuyer, il s'exerça avec son épée enflammée en lançant des flammes dans le gouffre du Ginnungagap. Le feu fit s'évaporer la glace, mais l'air si froid fit retomber la vapeur qui regela au fond de l'abîme, donnant ainsi naissance à Ymir, le père de tous les géants de glace, et Audhumla, une vache géante.
Plus tard, Odin et ses deux frères, Vili et Vé, les fils de Bor qui sont les premiers Ases, tuèrent Ymir puisqu'ils n'étaient plus capable de le supporter. Ils emportèrent son cadavre au centre du Ginnungagap et à partir de celui-ci formèrent Midgard, le monde des hommes. Avec ses cheveux, ils firent les arbres, avec sa chair ils firent la terre, avec son sang ils remplirent les lacs et les océans, avec ses os ils élevèrent les montagnes, et avec son crâne ils firent le ciel. Les larves qui avaient rongé le cadavre servirent à créer les nains, notamment Nordri, Sudri, Austri et Westri qui soutenaient la voûte céleste.